# Q-League 2000-2001
La Qatari League 2000-2001 è la 37ª edizione della massima competizione nazionale per club del Qatar. La squadra campione in carica è l'Al-Sadd.
Alla competizione prendono parte 9 squadre. A fine campionato a diventare campione del Qatar è l'Al-Wakrah  per la seconda volta nella sua storia.

## Classifica
| Pos              | Club         | P  | W  | D | L  | GF | GA | Pts |
| Qatar (bandiera) | Al-Wakrah    | 16 | 10 | 2 | 4  | 29 | 22 | 32  |
| 2                | Al-Arabi     | 16 | 8  | 5 | 3  | 28 | 18 | 29  |
| 3                | Al-Khor      | 16 | 8  | 4 | 4  | 25 | 15 | 28  |
| 4                | Al-Rayyan    | 16 | 8  | 4 | 4  | 30 | 22 | 28  |
| 5                | Al-Gharafa   | 16 | 8  | 4 | 4  | 27 | 19 | 28  |
| 6                | Al-Sadd      | 16 | 7  | 3 | 6  | 25 | 21 | 24  |
| 7                | Al-Ahli Doha | 16 | 5  | 3 | 8  | 32 | 34 | 18  |
| 8                | Qatar SC     | 16 | 4  | 2 | 10 | 18 | 27 | 14  |
| 9                | Al-Shamal    | 16 | 0  | 1 | 15 | 14 | 50 | 1   |